# (33658) 1999 JD90
1999 JD90 (asteroide 33658) é um asteroide da cintura principal. Possui uma excentricidade de 0.31103160 e uma inclinação de 23.98123º.
Este asteroide foi descoberto no dia 12 de maio de 1999 por LINEAR em Socorro.